# Тъ'пест
„Тъ'пест“ е името на петия студиен албум на българската рок група „Хиподил“, който представлява подборка на най-добрите песни от предните четири студийни албума. Албумът е издаден и на CD, а повечето от песните в него излизат за първи път на такъв формат.

## Песни
1. B.G./ Бате Гойко
2. Жената
3. С гол в ръката
4. Море от алкохол
5. Нищо
6. Балада за братята Холик
7. Чифт очи
8. Бира
9. Психо
10. Възбуден съм
11. Като Слънце
12. Мръсен гаден ден
13. Овци
14. Химна
15. Bless me
16. Алкохолен делириум (Бира с водка)
17. Облаци
18. Аферата 'Драйфус'
19. Галилео, Галилео
20. Дъ'ска
21. Момичето
22. Въжен
23. Хиподили